# Les Fugitifs (film, 1986)
Pour les articles homonymes, voir Les Fugitifs.
Pour plus de détails, voir Fiche technique et Distribution.
Les Fugitifs est un film français réalisé par Francis Veber et sorti en 1986. Il s'agit du troisième et dernier long métrage du réalisateur avec le duo formé par Gérard Depardieu et Pierre Richard, après La Chèvre (1981) et Les Compères (1983). Malgré l'indépendance des scénarios, ces trois films sont considérés par de nombreux cinéphiles comme une trilogie à cause de la récurrence des relations entre les personnages. C'est également la dernière apparition de Pierre Richard dans le rôle de François Perrin / Pignon, personnage qu'il aura incarné à sept reprises entre 1972 et 1986.

## Synopsis
Jean Lucas (Gérard Depardieu), repris de justice pour de nombreux braquages de banques, est libéré après cinq ans de prison. Lucas est bien décidé à « se ranger » et à mener une vie honnête, ce qui ne manque pas de laisser dubitatif le commissaire Duroc (Maurice Barrier). À sa sortie de prison, il vend les bijoux qui lui ont été restitués lors de sa levée d'écrou, puis se rend dans une banque pour y déposer le chèque qu'il a reçu du bijoutier.
Alors qu'il fait la queue pour ouvrir un compte, un homme armé surgit pour effectuer un hold-up. Cet individu, François Pignon (Pierre Richard), un chômeur, peu expérimenté en la matière, mène très maladroitement son forfait et la banque est rapidement cernée par Duroc et ses hommes. Contraint de sortir, Pignon prend Lucas comme otage, mais le commissaire Duroc ne croit pas à cette répartition des rôles, persuadé que Lucas ne peut être que le véritable braqueur. La situation surréaliste manque de tourner au drame et les deux hommes parviennent in extremis à s'échapper, mais Lucas reçoit au passage une balle dans la jambe, tirée par Pignon.
Mal en point, Lucas accepte d'être soigné tant bien que mal par un ami de Pignon, vétérinaire à la retraite (Jean Carmet). Il découvre alors l'existence de Jeanne (Anaïs Bret), la fille de François qui, très affectée par la mort de sa mère trois ans auparavant, reste depuis totalement mutique.
L’assistance publique menace Pignon, au chômage et sans revenus, de lui enlever la garde de Jeanne, ce qui lui est insupportable. C'est pour rester avec sa fille mutique et subvenir à ses besoins que Pignon s'est résolu à braquer la banque. En cavale avec l'enfant, les deux hommes concluent un marché : Pignon signe des aveux complets innocentant Lucas, en échange de quoi ce dernier l'aide à semer la police. Mais Jeanne, qui s'est prise d'affection pour Lucas, retrouve l'usage de la parole et ne veut plus être séparée de l'ancien braqueur.

## Fiche technique
Sauf indication contraire, les informations mentionnées dans cette section peuvent être confirmées par la base de données cinématographiques Unifrance,  présente dans la section « Liens externes ».
- Titre original : Les Fugitifs
- Réalisation : Francis Veber, assisté de Frédéric Auburtin
- Scénario : Francis Veber
- Musique : Vladimir Cosma
- Décors : Gérard Daoudal
- Costumes : Sylvie Gautrelet
- Photographie : Luciano Tovoli
- Son : Jean-Pierre Ruh (montage)
- Montage : Marie-Sophie Dubus
- Production : Gérard Depardieu, Pierre Richard et Francis Veber
- Production exécutive : Jean-José Richer
- Sociétés de production : DD Productions, Efve Films, Fideline Films et Orly Films
- Sociétés de distribution : Gaumont (France) ; Frimaire (Suisse romande)
- Budget : 28 millions Fr[1]
- Pays de production :  France
- Langue originale : français
- Format : couleur – 35 mm – son stéréo
- Genre : comédie, action, aventure
- Durée : 91 minutes[2]
- Dates de sortie :
  - Suisse romande : 16 décembre 1986
  - France : 17 décembre 1986

## Distribution
- Pierre Richard : François Pignon, cadre au chômage
- Gérard Depardieu : Jean Lucas, ancien braqueur de banques
- Anaïs Bret (de) : Jeanne Pignon, fille de François
- Jean Carmet : Dr Martin, vétérinaire à la retraite
- Maurice Barrier : le commissaire Étienne Duroc
- Jean Benguigui : Labib, patron de bar magouilleur
- Roland Blanche : Idriss, homme de main de Labib
- Philippe Lelièvre : l'adjoint de Duroc
- Yveline Ailhaud : la femme policière
- Didier Pain : le policier avec son chien
- Arno Klarsfeld : le journaliste qui interviewe Lucas
- Michel Blanc : Dr Gilbert (non crédité)
- Eric Averlant : le barman du café du rond-point
- Stéphane Boucher : le policier dans la camionnette
- Patrick Massieu : un policier au commissariat
- Christian Sinniger : un policier au commissariat
- Pamela Stanford : la jeune femme à la réception de la clinique  (non créditée)

## Production

### Tournage

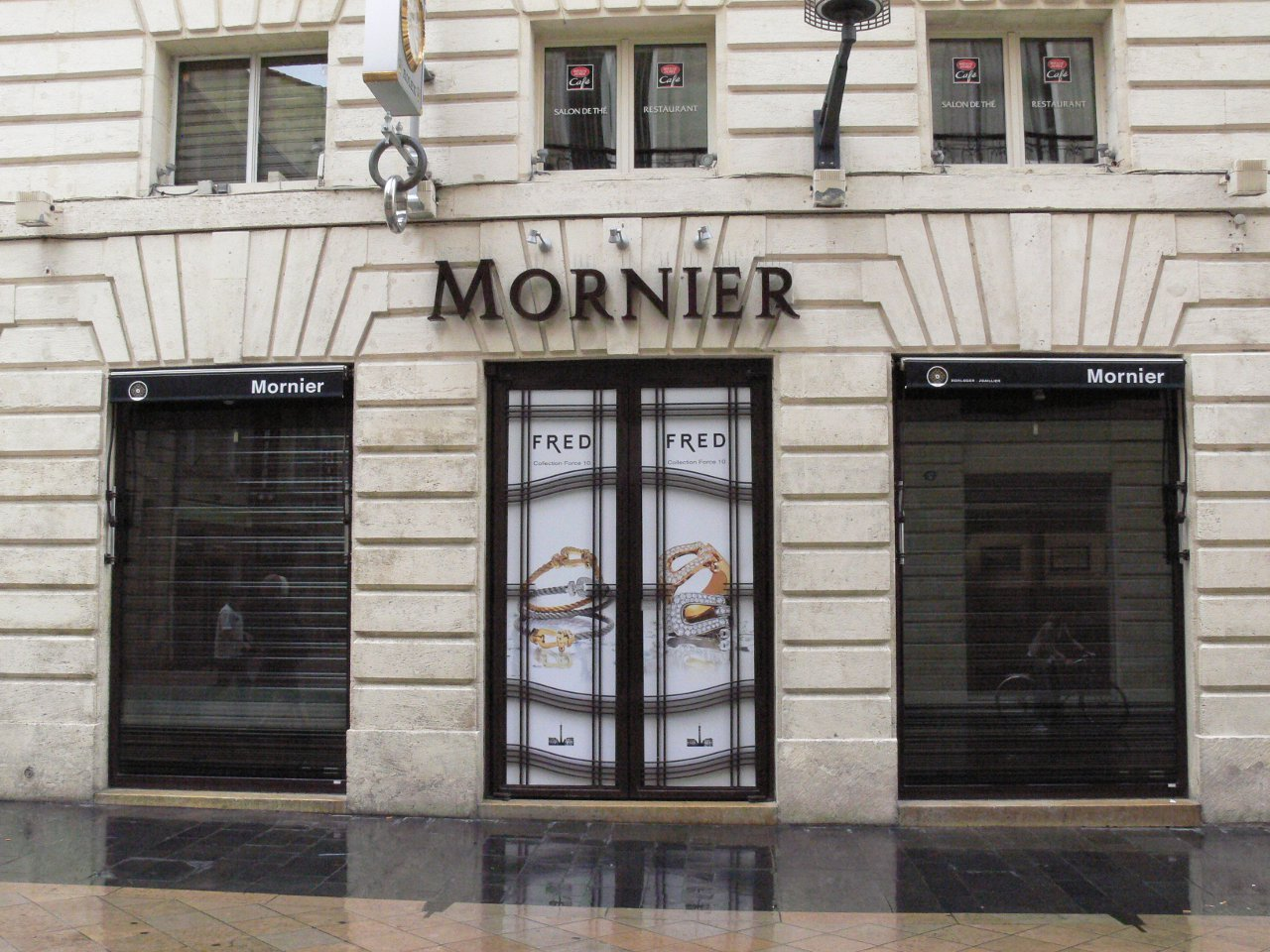
La bijouterie, en 2011

Le tournage a lieu à Bordeaux (Gironde) pendant six semaines entre juin et juillet 1986, ainsi qu'à Nîmes (Gard), Meaux (Seine-et-Marne), Vaujours (Seine-Saint-Denis), Le Vésinet et Saint-Germain-en-Laye (Yvelines).
BordeauxLa bijouterie est située au bout de la rue Sainte Catherine. La banque est située place Meynard. La poursuite en voiture se termine rue Macau, en face de la résidence Rivière. Le chantier de l'époque est devenu la résidence « Les jardins de Tivoli ». La maison du vétérinaire se situe rue Reignier. La galerie marchande donne dans la rue Piliers de Tutelle. Le magasin de jouets à la devanture verte dans la galerie accueillait les Ets. Verdeun.
La camionnette est volée rue des Terres de Borde (quartier Belcier). La poursuite de Jeanne en camionnette se termine place du Champ de Mars. La scène de la séparation est tournée dans le jardin public de Bordeaux.
MeauxLe lampadaire dans lequel François Pignon se cogne, avant et après avoir parlé aux deux policiers, est situé place Doumer, à proximité du monument aux morts. La discussion dans la camionnette le long des quais a été filmée quai Jacques Prévert prolongé. L'église qu'on aperçoit en arrière-plan est la cathédrale Saint-Étienne. Le marché couvert où François Pignon passe la nuit est la halle métallique de Meaux, place du Marché.
VaujoursLa scène se déroulant à "l'Assistance Publique" a été tournée à l'École Fénelon de Vaujours (93410), le lieu ayant été choisi pour son architecture classique..

## Accueil

### Box-office

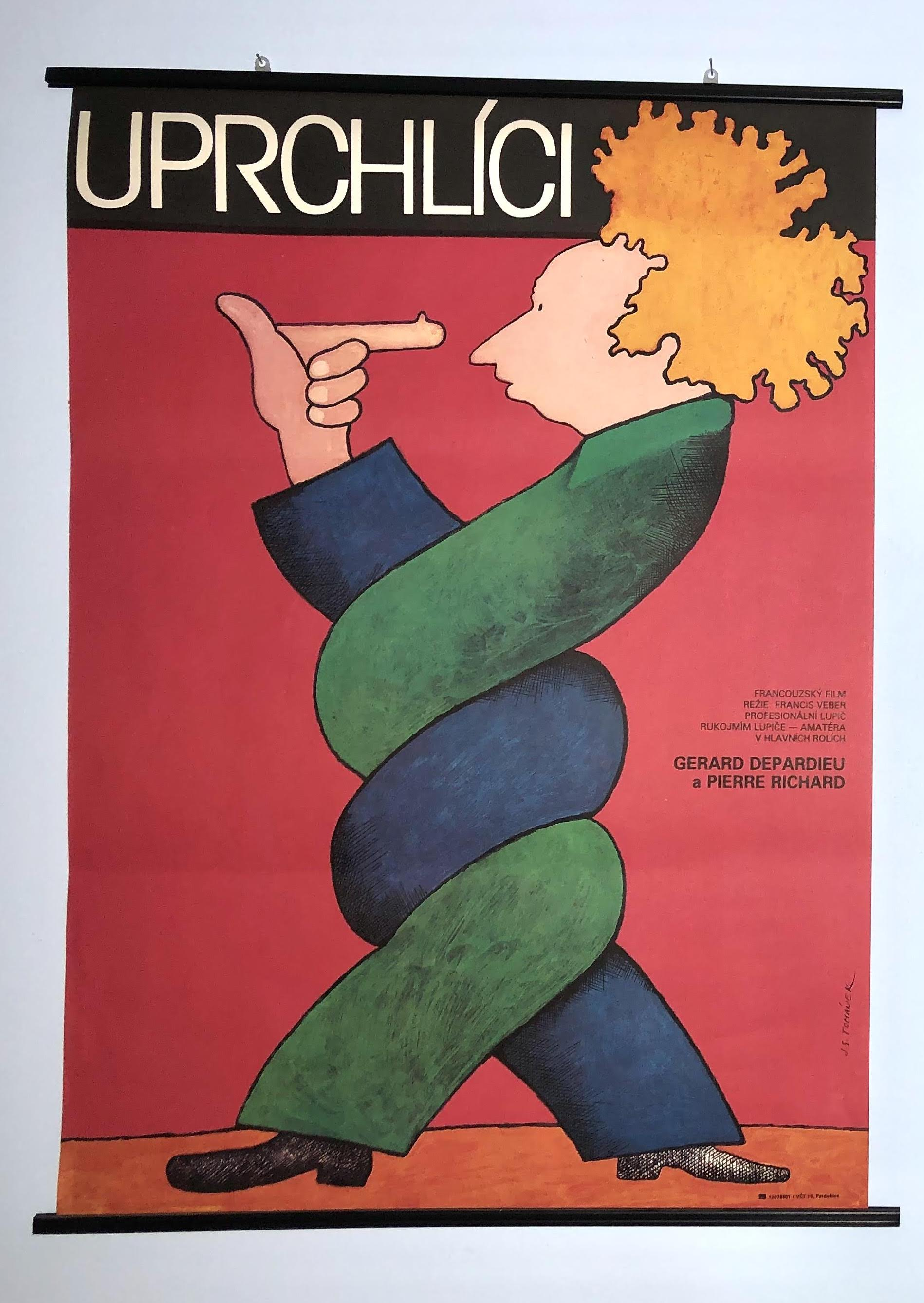
L'affiche du film en Tchécoslovaquie, 1989.

- Union soviétique : 22 900 000 entrées[7]
- France : 4 496 827 entrées[8],[9],[10]
- Allemagne : 116 838 entrées[11]
- Espagne : 92 600 entrées[7]
- Danemark : 2 123 entrées[12]
- Monde (incomplet) : 27 608 388 entrées

### Diffusion télévisée en France
Dans son enquête de septembre 2014 concernant les meilleures audiences des films en prime time depuis 1989 lors de leur diffusion à la télévision française, Médiamétrie indique que Les Fugitifs a été vu par 13,36 millions de téléspectateurs le 4 mars 1990, arrivant en 14e position des meilleures audiences.

## Nominations
12e cérémonie des César :
- meilleur second rôle masculin pour Jean Carmet
- meilleur scénario original pour Francis Veber

## Autour du film
- Il s'agit du quatrième long-métrage de Francis Veber. C'est aussi le quatrième et dernier avec Pierre Richard.
- Après ce film, Francis Veber et Gérard Depardieu arrêteront leur collaboration, qui reprendra quinze ans plus tard avec Le Placard.
- Les personnages principaux reprennent les mêmes noms que dans Les Compères, à savoir François Pignon et Jean Lucas.
- Michel Blanc fait un caméo non crédité dans ce film dans le rôle du docteur Gilbert.
- En 1989, Francis Veber a tourné Three Fugitives, version américaine des Fugitifs avec Nick Nolte, le Canadien Martin Short et James Earl Jones.
- Dans la scène où François Pignon demande Labib au bar, on peut entendre une reprise du thème principal du film Inspecteur La Bavure, dont la musique a également été composée par Vladimir Cosma.
- Dans l'une des scènes, Lucas conduit une camionnette pour détruire le bar de Labib. Un des câbles de sécurité, qui devait arrêter le véhicule à temps, avait étė mal attaché, ce qui faillit coûter la vie à Jean Benguigui[14].